# 엄형섭
엄형섭(嚴衡燮, 1884년 음력 2월 27일 ~ ?)은 대한제국과 일제강점기의 관료이며, 기업인이다.

## 생애
한학을 공부한 뒤 1904년에 법관양성소에 입교하였다가 이듬해 지병으로 퇴교했다. 1907년에 탁지부에서 개설한 강습소에 들어가 세무 과정에서 수학했다.
1907년 탁지부 세무주사로 관직에 들어섰고, 강원도 원주세무서를 거쳐 경상남도에 파견되었다. 1908년에는 경상남도 김해군의 김해재무서장으로 발령받는 등 세무 관리로 근무했다.
1910년에 한일 병합 조약이 체결되면서 조선총독부로 소속이 바뀌었다. 경남 진주군에서 군서기로 근무하다가 양산군 군수로 발탁되었다. 경상남도 지방토지조사위원회 임시위원도 겸했다. 이후 창녕군 군수를 거쳐 강원도 횡성군 군수를 지냈다. 횡성군수로 재임 중이던 1922년에 정7위에 서위되어 있었다.
관직에서 퇴관한 후에는 농사 경영, 토지 개량, 농업자금 담보 등을 담당하는 기업인 관동산업 전무취체역을 지내며 기업인으로 전업했다. 1933년에 동민회 평의원을 지내는 등 경성부 실업계의 유력자로 활동했다.
2008년 발표된 민족문제연구소의 친일인명사전 수록예정자 명단의 관료 부문에 포함되었다.

## 참고자료
- 엄형섭(嚴衡燮) - 국사편찬위원회